# فنتیک
در زیست‌شناسی، فنتیک یا رخمونه (به انگلیسی: Phenetics)، که همچنین به عنوان تاکسیمتری شناخته می‌شود، تلاشی برای طبقه‌بندی جانداران بر پایهٔ شباهت کلی، معمولاً در ریخت‌شناسی یا دیگر صفات قابل مشاهده، صرف نظر از تبارزایی یا رابطه تکاملی آنها است. این موضوع ارتباط نزدیکی با آرایه‌شناسی عددی دارد که به استفاده از روش‌های عددی برای طبقه‌بندی آرایه‌شناختی مربوط می‌شود. افراد زیادی برای گشترش فنتیک سهیم بودند، اما تأثیرگذارترین آنها پیتر اسنیث و رابرت آر سوکال بودند. کتاب‌های آن‌ها هنوز مرجع اصلی این زیرشاخه هستند، اگرچه اکنون خارج از چاپ هستند.
فنتیک برای تحقیق دربارهٔ روابط تکاملی بین گونه‌ها تا حد زیادی توسط کلادیست‌ها جایگزین شده است. با این حال، برخی از روش‌های فنتیک، مانند همسایگی، راه خود را به تبارزایی پیدا کرده‌اند، به عنوان یک تقریب منطقی از تبارزایی زمانی که روش‌های پیشرفته‌تر (مانند استنتاج بیزی) از نظر محاسباتی بسیار گران هستند.
فناوری‌های فنتیک شامل شکل‌های مختلف خوشه‌بندی و ترتیب‌بندی است. این‌ها روش‌های پیچیده‌ای برای کاهش تغییرات نمایش داده‌شده توسط جانداران به سطح قابل کنترل هستند. در عمل این به معنای اندازه‌گیری ده‌ها متغیر و سپس ارائه آنها به صورت نمودارهای دوبعدی یا سه‌بعدی است. بسیاری از چالش‌های فنی در فنتیک حول تعادل از دست دادن اطلاعات در چنین کاهشی در برابر آسانی تفسیر نمودارهای حاصل می‌چرخد.
این روش را می‌توان به سال ۱۷۶۳ و میشل آدانسون (در خانواده‌های گیاهان) به دلیل دو اصل اساسی مشترک - شباهت کلی و وزن برابر - ردیابی کرد و فنتیست‌های پیشرفته گاهی نوآدانسونی نامیده می‌شوند.